# Thomisus natalensis
Thomisus natalensis is een spinnensoort uit de familie van de krabspinnen (Thomisidae).
De wetenschappelijke naam van de soort werd in 1942 gepubliceerd door Reginald Frederick Lawrence.